# Golconda (Magritte)
Golconda (en francés: Golconde) es un óleo sobre lienzo del artista surrealista belga René Magritte, pintado en el año 1953. Suele estar expuesto en la colección privada del mecenas y empresario estadounidense John de Menil, en Houston (Texas).
El cuadro muestra una serie de hombres dispuestos en el aire, casi idénticos entre sí, vestidos con abrigos oscuros y bombines. Parecen estar cayendo como gotas de lluvia, flotando como globos de helio, o simplemente quietos en el aire, pues no se implica ningún tipo de movimiento. En el fondo se pueden apreciar edificios con tejados de color rojizo, y un cielo azul, parcialmente nublado. Esto apoya la hipótesis de que los hombres no están cayendo como si de lluvia se tratase. Están, además, espaciados uniformemente, con la mirada hacia el espectador, y dispuestos en planos de matrices romboidales.
Magritte vivió en un entorno suburbano similar, y vestía de forma parecida a los hombres de la obra. El bombín fue un elemento común en gran parte de sus trabajos, y aparece en pinturas como El hijo del hombre.

Charly Herscovici, a quien se legó el copyright de los trabajos de Magritte, comentó sobre el cuadro:
Magritte sentía fascinación por la seducción de las imágenes. En general, ves una imagen de algo y crees en ella, eres seducido; das por hecho que se trata de algo honesto. Pero Magritte sabía que las representaciones pueden mentir. Estas imágenes de hombres no son hombres, sólo representaciones, así que no tienen que seguir ninguna regla. Se trata de una pintura divertida, pero que también nos hace ser conscientes de la falsedad de la representación.
Una interpretación es que Magritte trata de señalar la línea entre la individualidad y la asociación en grupo, y cómo ésta se difumina. Todos los hombres están vestidos de la misma forma, tienen las mismas características corporales, y todos parecen estar cayendo o flotando. Su colocación nos hace susceptibles a observarlos como un grupo. Sin embargo, si observamos a cada persona por separado, podemos imaginar que se tratan de personas diferentes entre sí.
Como solía suceder con los trabajos de Magritte, el título Golconda fue sugerido por el poeta y amigo del autor Louis Scutenaire. Golconda es una ciudad en ruinas del estado de Telangana, en India, cerca de Hyderabad, que desde mediados del siglo XIV hasta finales del XVII fue la capital de dos reinos sucesivos. La ciudad adquirió tal fama por ser el centro de la legendaria industria del diamante en la región, que su nombre permanece como sinónimo de mina de riquezas según el Oxford English Dictionary.
Magritte incluye una referencia a Scutenaire en la obra: su cara queda plasmada en el hombre que aparece justo a la derecha del tejado central, de menor altura.